# Agaporomorphus
Agaporomorphus is een geslacht van kevers uit de familie  waterroofkevers (Dytiscidae).
Het geslacht is voor het eerst wetenschappelijk beschreven in 1921 door Zimmermann.

## Soorten
Het geslacht omvat de volgende soorten:
- Agaporomorphus dolichodactylus K.B.Miller, 2001
- Agaporomorphus grandisinuatus K.B.Miller, 2001
- Agaporomorphus knischi Zimmermann, 1921
- Agaporomorphus mecolobus K.B.Miller, 2001
- Agaporomorphus pereirai Guignot, 1957
- Agaporomorphus silvaticus K.B.Miller, 2005
- Agaporomorphus tambopatensis K.B.Miller, 2005